# Гименокаллис
Гименокаллис (англ. Hymenocallis) — род растений из семейства Амариллисовые (Amaryllidaceae), из тропических и субтропических районов Вест-Индии, Антильских островов и Южной Америки. Культивируются как декоративные растения преимущественно закрытого грунта.
В течение долгого времени в состав рода включались виды, по современной классификации являющиеся представителями рода Исмене.
Листья гименокаллиса ремневидные, с заострённым верхним краем. Листовые пластинки мягкие, с желобком вдоль центральной жилки. Главное украшение растения — крупные ароматные цветки, собранные в щитковидное соцветие по 7—15 штук.

## Уход
| Температура       | Летом 18-20, зимой в пределах 16               |
| Освещение         | Яркое, с притенением от прямых солнечных лучей |
| Полив             | Летом обильный, зимой умеренный                |
| Влажность воздуха | Не нуждается в опрыскивании                    |
| Пересадка         | По мере необходимости                          |
| Размножение       | Луковицами-детками                             |

## Виды
Систематика данного рода растений до конца не изучена, ранее род помещали в семейство Лилейные (Liliaceae).
По информации базы данных The Plant List, род включает 66 видов:
- Hymenocallis acutifolia (Herb. ex Sims) Sweet
- Hymenocallis araniflora T.M.Howard
- Hymenocallis arenicola Northr.
- Hymenocallis astrostephana T.M.Howard
- Hymenocallis azteciana Traub
- Hymenocallis baumlii Ravenna
- Hymenocallis bolivariana Traub
- Hymenocallis caribaea (L.) Herb. — Гименокаллис карибский
- Hymenocallis choctawensis Traub
- Hymenocallis choretis Hemsl.
- Hymenocallis cleo Ravenna
- Hymenocallis clivorum Laferr.
- Hymenocallis concinna Baker
- Hymenocallis cordifolia Micheli
- Hymenocallis coronaria (Leconte) Kunth
- Hymenocallis crassifolia Herb.
- Hymenocallis durangoensis T.M.Howard
- Hymenocallis duvalensis Traub ex Laferr.
- Hymenocallis eucharidifolia Baker
- Hymenocallis fragrans (Salisb.) Salisb.
- Hymenocallis franklinensis Ger.L.Sm., L.C.Anderson & Flory
- Hymenocallis gholsonii G.Lom.Sm. & Garland
- Hymenocallis glauca (Zucc.) M.Roem.
- Hymenocallis godfreyi G.L.Sm. & Darst
- Hymenocallis graminifolia Greenm.
- Hymenocallis guatemalensis Traub
- Hymenocallis guerreroensis T.M.Howard
- Hymenocallis harrisiana Herb.
- Hymenocallis henryae Traub
- Hymenocallis howardii Bauml
- Hymenocallis imperialis T.M.Howard
- Hymenocallis incaica Ravenna
- Hymenocallis jaliscensis M.E.Jones
- Hymenocallis latifolia (Mill.) M.Roem.
- Hymenocallis leavenworthii (Standl. & Steyerm.) Bauml
- Hymenocallis lehmilleri T.M.Howard
- Hymenocallis limaensis Traub
- Hymenocallis liriosme (Raf.) Shinners
- Hymenocallis littoralis (Jacq.) Salisb. — Гименокаллис прибрежный, или Нильская лилия
- Hymenocallis lobata Klotzsch
- Hymenocallis longibracteata Hochr.
- Hymenocallis maximiliani T.M.Howard
- Hymenocallis multiflora Vargas
- Hymenocallis occidentalis (Leconte) Kunth
- Hymenocallis ornata (C.D.Bouché) M.Roem.
- Hymenocallis ovata (Mill.) M.Roem.
- Hymenocallis palmeri S.Watson
- Hymenocallis partita Ravenna
- Hymenocallis phalangidis Bauml
- Hymenocallis pimana Laferr.
- Hymenocallis portamonetensis Ravenna
- Hymenocallis praticola Britton & P.Wilson
- Hymenocallis proterantha Bauml
- Hymenocallis pumila Bauml
- Hymenocallis puntagordensis Traub
- Hymenocallis pygmaea Traub
- Hymenocallis rotata (Ker Gawl.) Herb.
- Hymenocallis rotatum Leconte
- Hymenocallis schizostephana Worsley
- Hymenocallis sonorensis Standl.
- Hymenocallis speciosa (L.f. ex Salisb.) Salisb. —  Гименокаллис прекрасный
- Hymenocallis tridentata Small
- Hymenocallis tubiflora Salisb.
- Hymenocallis vasconcelosii García-Mend.
- Hymenocallis venezuelensis Traub
- Hymenocallis woelfleana T.M.Howard